# Miconia lechleri
Miconia lechleri är en tvåhjärtbladig växtart som beskrevs av José Jéronimo Triana. Miconia lechleri ingår i släktet Miconia och familjen Melastomataceae. Inga underarter finns listade i Catalogue of Life.